# Префектура Ніїґата
Префекту́ра Ніїґа́та (яп. 新潟県, にいがたけん, МФА: [ɲiːgata keɴ]?) — префектура в Японії, в регіоні Чюбу, Північнозем'я.  Розташована в північно-східній частині острова Хонсю, на узбережжі Японського моря. Адміністративний центр префектури — Ніїґата. Межує з префектурами Ямаґата, Фукусіма, Ґумма, Наґано та Тояма, а також Ісікава по морю. Заснована 1871 року на основі провінції Етіґо. Площа становить 12 583,81 км². Станом на 1 серпня 2011 року в префектурі мешкало 2 363 789 осіб. Густота населення складала 188 осіб/км². Основою економіки є сільське господарство, рибальство, видобуток нафти і газу, туризм. 

## Загальні відомості

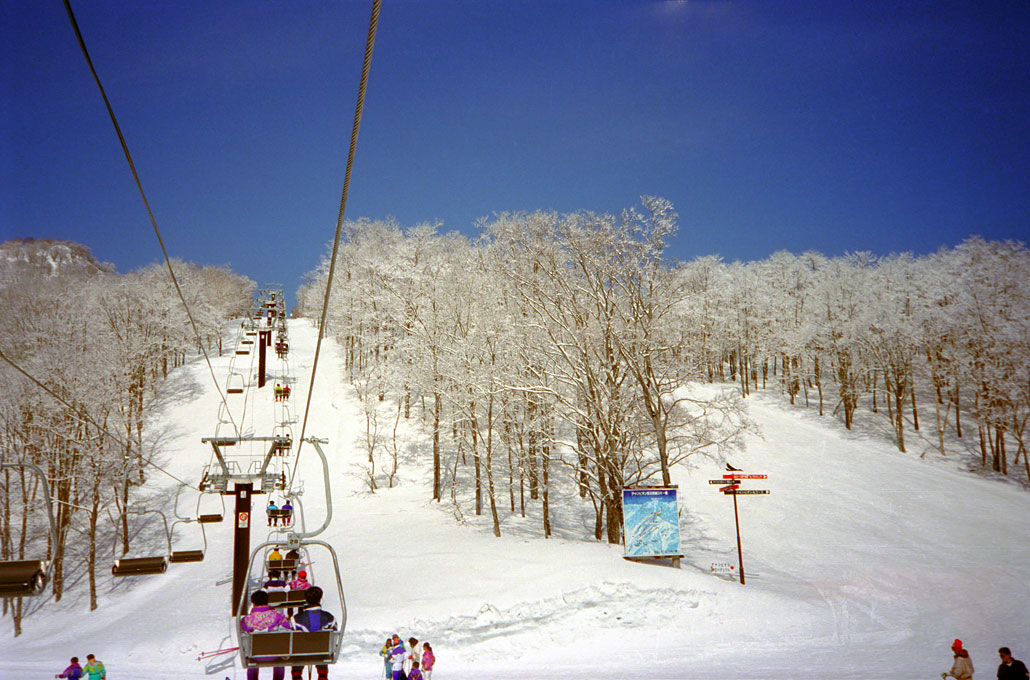
Лижний курорт в Мьоко, Ніїґата.

Префектура Ніїґата розташована в центральній частині японського острова Хонсю, в на півночі регіону Тюбу, на березі Японського моря. Вона межує на півночі з префектурою Ямаґата, на сході і півдні — з префектурами Ґумма та Наґано, а на заході — з префектурою Тояма. Адміністративний центр префектури — місто Ніїґата — єдине місто державного значення Японії на узбережжі Японського моря. Для префектури притаманна висока сейсмічна активність і висока кількість опадів, особливо взимку.
До складу префектури Ніїґата входять колишні історичні провінції Етіґо і Садо, складові Північноземного краю. Перша була зв'язковою ланкою між Столичною округою та Північно-Східною Японією; друга, через розташування на віддаленому острові, слугувала місцем заслання політичних злочинців. У 16 столітті провінція Етіґо була одним із центрів об'єднання Східної Японії під проводом самурайського полководця Уесуґі Кенсіна. Після заснування сьоґунату Едо порти провінції відігравали провідне значення у торгівлі на Японському морі та сполученні із містом Едо. З 17 століття острів Садо був місцем видобутку золота. У 20 столітті набула розвитку транспортна інфраструктура, завдяки якій префектура була сполучена швидкісними залізницями й автошляхами зі столицею Токіо.
Префектура Ніїґата є одним з лідерів країни у сільському господарстві, особливо рисівництві. Місцеві фермери вирощують більшу частину усього японського високоякісного рису косіхікарі. Префектура має також поклади вугілля, нафти і природного газу, які експлуатуються з кінця 19 століття. Префектура Ніїґата є провідним японським центром гірськолижного туризму і зимових розваг. В Японії її часто називають «країною снігу».
Площа префектури Ніїґата становить 12 583,72 км². Це п'ята найбільша адміністративна одиниця по країні. Населення становить 2 364 212 осіб. Середня густота дорівнює близько 187 осіб на 1 км².

## Транспорт
- Аеропорт Ніїґата (Ніїґата)

## Освіта
- Ніїґатський університет
- Наґаоцький технологічний університет
- Дзьоецуський педагогічний університет